# 2001 في المملكة المتحدة
فيما يلي قوائم الأحداث التي وقعت خلال عام 2001 في المملكة المتحدة.

## سياسة

### تعيين في المنصب
- 1 يناير – أندرو دوق يورك Special Representative for International Trade and Investment [الإنجليزية]‏.
- 8 يونيو – بيتر غولدسميث، جولدسميث البارون النائب العام لإنجلترا وويلز [الإنجليزية]‏.
- 8 يونيو – جاك سترو وزير الدولة للشؤون الخارجية وشؤون الكومنولث [الإنجليزية]‏.
- 8 يونيو – روبن كوك زعيم مجلس العموم [الإنجليزية]‏.
- 18 سبتمبر – تيريزا ماي وزير ظل الدولة للنقل [الإنجليزية]‏.
- 18 سبتمبر – جون بيركو أمين عام الظل الأول لوزارة المالية [الإنجليزية]‏.
- 18 سبتمبر – داميان غرين وزير ظل للتعليم [الإنجليزية]‏.
- 18 سبتمبر – ميخائيل هوارد وزير ظل الدولة الخزانة [الإنجليزية]‏.
- 6 نوفمبر – دافيد تريمبل الوزير الأول في أيرلندا الشمالية.

### انتهاء فترة المنصب
- 8 يونيو – جاك سترو وزير الدولة للشؤون الداخلية [الإنجليزية]‏.
- 8 يونيو – روبن كوك وزير الدولة للشؤون الخارجية وشؤون الكومنولث [الإنجليزية]‏.
- 8 يونيو – مارغريت جاي زعيم مجلس اللوردات [الإنجليزية]‏.
- 11 يونيو – كيث فاز وزير الدولة لشؤون أوروبا (المملكة المتحدة).
- 1 يوليو – دافيد تريمبل الوزير الأول في أيرلندا الشمالية.
- 13 سبتمبر – ويليام هيغ زعيم حزب المحافظين (المملكة المتحدة)، زعيم معارضة.
- 6 نوفمبر – جون هيوم زعيم الحزب  الاشتراكي الديمقراطي العمالي ‏.

## رياضة
- 1 يناير – بطولة ويمبلدون 2001

## أفلام
من الأفلام التي صدرت هذه السنة في المملكة المتحدة:
- 1 يناير – أحيانا السعادة وأحيانا الحزن من إخراج كاران جوهر.
- 1 يناير – ألفة من إخراج باتريس شيرو.
- 1 يناير – أوريجينال سين من إخراج مايكل كريستوفر.
- 1 يناير – أيريس من إخراج ريتشارد اير.
- 1 يناير – الثقب من إخراج نيك هام.
- 1 يناير – الرجل الذي بكى من إخراج سالي بوتر.
- 1 يناير – الطاحونة الحمراء من إخراج باز لورمان.
- 1 يناير – العثور على فوريستر من إخراج جوس فان سانت.
- 1 يناير – الولاية 51 من إخراج روني يو.
- 1 يناير – رجال الغاية من إخراج جون جلان (مخرج أفلام).
- 1 يناير – شبح مصاص الدماء من إخراج E. Elias Merhige [الإنجليزية]‏.
- 1 يناير – شوكولا من إخراج لاسي هالستروم.
- 1 يناير – عيد الميلاد كارول: الفيلم من إخراج جيمي موراكامي.
- 1 يناير – عيد ميلاد فتاة من إخراج Jez Butterworth [الإنجليزية]‏.
- 1 يناير – منتزه جوسفورد من إخراج روبرت ألتمان.
- 1 يناير – مندولين الكابتن كوريلي من إخراج جون مادن.
- 28 يناير – عن آدم من إخراج جيرارد ستمبريدج.
- 9 فبراير – هانيبال من إخراج ريدلي سكوت.
- 15 مارس – العدو على الأبواب من إخراج جان جاك أنو.[1]
- 4 أبريل – مذكرات بريدجيت جونز من إخراج شارون ماغيري.
- 12 مايو – الأرض المحايدة من إخراج دانيس تانوفيتش.
- 11 يونيو – لارا كروفت: تومب رايدر من إخراج سيمون ويست.
- 16 يونيو – عالم أشباح من إخراج تيري زويجوف.
- 4 نوفمبر – هاري بوتر وحجر الفلاسفة من إخراج كريس كولومبوس.

## برامج ومسلسلات وأنمي
- بينغو

## كتب
من الكتب التي صدرت هذه السنة في المملكة المتحدة:
- 1 يناير – الكون في قشرة جوز من تأليف ستيفن هوكينج.
- 1 يناير – الوحوش المذهلة وأين تجدها من تأليف ج. ك. رولينج.
- 12 مارس – كويدتش عبر العصور من تأليف ج. ك. رولينج.

## وفيات

### يناير
- 1 يناير – ليه سميث (مواليد 1920) لاعب كرة قدم إنجليزي.
- 14 يناير – جورج مكابي (مواليد 1922) حكم كرة قدم من المملكة المتحدة.
- 25 يناير – مارغريت سكريفن (مواليد 1912) لاعبة كرة مضرب بريطانية.
- 30 يناير – جيمس جونسون (مواليد 1915) طيار مقاتل من المملكة المتحدة.

### مارس
- 1 مارس – جوزيف بامفورد (مواليد 1916) رجل أعمال من المملكة المتحدة.
- 10 مارس – مايكل وودرف (مواليد 1911) جراح من المملكة المتحدة.
- 31 مارس – آرثر جيفري ووكر (مواليد 1909) رياضياتي بريطاني.[2]
- 31 مارس – ديفيد روكاستلي (مواليد 1967) لاعب كرة قدم إنجليزي.

### أبريل
- 14 أبريل – جيم باكستر (مواليد 1939) لاعب كرة قدم إنجليزي.[3]

### مايو
- 11 مايو – دوغلاس آدمز (مواليد 1952) كاتب إنجليزي فكاهي.[4]

### يونيو
- 8 يونيو – كين غرين (مواليد 1924) لاعب كرة قدم إنجليزي.[5]
- 16 يونيو – آرثر ويلر (مواليد 1916) متسابق دراجات نارية من المملكة المتحدة.
- 30 يونيو – جوي فاغان (مواليد 1921) لاعب ومدرب كرة قدم إنجليزي.

### يوليو
- 3 يوليو – بيلي ليدل (مواليد 1922) لاعب كرة قدم إنجليزي.
- 19 يوليو – تشارلز كينغ (مواليد 1911) درّاج طريق من المملكة المتحدة.

### أغسطس
- 11 أغسطس – إدوارد توماس هال (مواليد 1924)
- 20 أغسطس – فريد هويل (مواليد 1915) عالم فلك بريطاني.[6]

### سبتمبر
- 1 سبتمبر – بوبي إيفانز (مواليد 1927) لاعب ومدرب كرة قدم اسكتلندي.[7]

### أكتوبر
- 22 أكتوبر – بيرتي مي (مواليد 1918) لاعب ومدرب كرة قدم إنجليزي.

### نوفمبر
- 29 نوفمبر – جورج هاريسون (مواليد 1943)[8]

### ديسمبر
- 26 ديسمبر – جورج روتشستر (مواليد 1908) فيزيائي بريطاني.
- 26 ديسمبر – نايجل هوثورن (مواليد 1929) ممثل بريطاني.[9]
- 27 ديسمبر – أيان هاملتون (مواليد 1938) كاتب بريطاني.[10]